# Príncipe Alfonso
Príncipe Alfonso, oficialmente Población I, 
administrativamente es hoy un conjunto de seis barrios que forman parte del municipio filipino de tercera categoría de Balábac perteneciente a la provincia  de Paragua en Mimaro,  Región IV-B.
En 2007 Población I contaba con  2.718 residentes.

## Geografía
El municipio insular de Balábac se encuentra situado en el extremo meridional de la provincia. Lo forman la isla de Balábac y otras menores: Pandanán, Bugsuk, Bancalán, Ramos y de Mangsi
Linda al norte con la isla de  La Paragua, considerada continental;  al sur con el estrecho de Balábac que nos separa de las islas de Balambangan y de Banguey (Banggi), adyacentes a la de Borneo y pertenecientes al estado de Sabah en Malasia;  al este con Mar de Joló; y a poniente con el Mar del Oeste de Filipinas.
Este grupo de barrios, continentales,  se encuentra en la parte central de la costa este de la isla de Balábac, al fondo de la bahía de Calandorang (Calandorang Bay)  donde desemboca le río Gaaing.
Linda al norte con el barrio de Salang;
al sur con el barrio de Malaking Ilog;
al este con el mar de Joló, bahía de Calandorang , frente a las isla de Nasubata, de Jomel y de Rougthan forman parte del Barrio Población II.
y al oeste con el barrios de Catagupán en la costa oeste de la isla. 

### Demografía
Los seis barrios, Población I a Población VI de Balábac contaba en mayo de 2010 con una población total de  3.155  habitantes conforme al siguiente detalle:
| Barrio        | Población (2007) | Población (2010) | Carácter | Código   |
| ------------- | ---------------- | ---------------- | -------- | -------- |
| Población I   | 171              | 233              | urbano   | 17530424 |
| Población II  | 323              | 294              | rural    | 17530425 |
| Población III | 422              | 420              | rural    | 17530426 |
| Población IV  | 453              | 427              | rural    | 17530427 |
| Población V   | 416              | 530              | rural    | 17530428 |
| Población VI  | 933              | 1.211            | rural    | 17530429 |

## Historia
Balábac formaba parte de la provincia española de  Calamianes, una de las 35 del archipiélago Filipino, en la parte llamada de Visayas. Pertenecía a la audiencia territorial  y Capitanía General de Filipinas, y en lo espiritual a la diócesis de Cebú.
De la provincia de Calamianes se segrega la Comandancia Militar del Príncipe, con su capital en Príncipe Alfonso, en honor del que luego sería el rey Alfonso XII, nacido en 1857.